# تفجيرات بغداد 2018
تفجيرات بغداد 2018 هما تفجيرين انتحاريين وقعا في ساحة الطيران في جانب الرصافة من بغداد صباح يوم 15 كانون الثاني/ يناير 2018، وقد أودى الحادث بمقتل 38 شخص على الأقل وإصابة 105 آخرين بجروح، ويعتبر التفجير الأقوى الذي حصل من نوعه منذ إعلان العراق النصر على تنظيم الدولة الإسلامية في كانون الأول/ديسمبر الماضي وهو الأقوى فيها منذ تفجيرات الكرادة التي وقعت في شهر تموز/يوليو 2016.

## ردود الفعل

### المحلية
ذكر رئيس الوزراء العراقي حيدر العبادي بعد هذا الهجوم أنه سيجتمع مع قيادة عمليات بغداد وأجهزة الاستخبارات وسيوجه التعليمات لملاحقة الخلايا الارهابية النائمة.

### الدولية
- الولايات المتحدة أعلنت السفارة الأمريكية في بغداد إدانتها للهجوم الإرهابي وذكرت: نقدم أعمق تعازينا لعوائل الضحايا ونشارك العراق بأجمعه في المواساة لفقدان هذه الارواح البريئة ونتمنى الشفاء العاجل للجرحى. إن هذا الهجوم الوحشي هو تذكير مؤسف بأن الإرهاب لا يزال يشكل تهديدا حتى بعد تحرير أراضي العراق من داعش. ستواصل الولايات المتحدة الأمريكية الشراكة مع حكومة العراق لتحسين الأمن للشعب العراقي ومنع عودة الإيديولوجية الإرهابية التي تهدد دولتينا.
- مصر أعلنت الخارجية المصرية عن خالص التعازي والمواساة لأسر الضحايا وللشعب والحكومة العراقية الشقيقين، والتمنيات بالشفاء العاجل للمصابين، مؤكداً وقوف مصر وتضامنها الكامل مع العراق الشقيق في مواجهة ظاهرة الإرهاب البغيضة.[3]
- لبنان أدانت وزارة الخارجية والمغتربين اللبنانية وذكرت في بيانها: إن هذا الاعتداء الجبان يأتي بعد النصر الكبير والمهم الذي حققه العراق الشقيق على تنظيم داعش الإرهابي والهزائم الكبيرة التي ألحقها به، وهو يعكس محاولة هذا التنظيم إثبات وجوده على الساحة العراقية من خلال إستمراره بإراقة دماء الأبرياء. وإذ تشدد وزارة الخارجية على ضرورة مواصلة المعركة ضد الإرهاب حتى القضاء على آخر فلوله وعلى فكره المتطرف، تؤكد وقوف لبنان إلى جانب جمهورية العراق وشعبها الشقيق وتضامنه الكامل معهم في هذا المصاب الأليم، وتتقدم بالتعازي وأصدق مشاعر المواساة من أسر الضحايا وتتمنى الشفاء العاجل للجرحى".[4]
- السعودية أدانت المملكة العربية السعودية الهجوم الذي وقع في بغداد وقالت وكالة الأنباء السعودية الرسمية، إن "مصدراً مسؤولاً ب‍وزارة الخارجية عبر عن إدانة المملكة العربية السعودية واستنكارها الشديدين للتفجير الانتحاري المزدوج بوسط العاصمة العراقية بغداد، الذي خلف عشرات القتلى والجرحى". التأكيد على وقوف المملكة إلى جانب جمهورية العراق الشقيقة ضد الإرهاب والتطرف".[5]
- إيران إستنكر بهرام قاسمي المتحدث باسم الخارجية الإيرانية التفجيران الذي وقعا في بغداد وأكد على استمرار دعم الجمهورية الإسلامية الإيرانية للحكومة والشعب العراقي في المكافحة الراسخة والتي لا هوادة فيها للإرهاب المتجذر في الافكار المتطرفة للجماعات التكفيرية – الارهابية المتربطة بخارج العراق، معربا عن المواساة مع الحكومة والشعب العراقي خاصة ذوي ضحايا هذه الجريمة الإرهابية المروعة.[6]
- ألمانيا ذكر المتحدث باسم الخارجية الألمانية قد تلقينا ببالغ الانزعاج خبر الاعتداء الذي وقع في مركز مدينة بغداد، والذي أودى بحياة العشرات صباح اليوم. إننا ندين الإرهاب الخسيس بأشد عبارات الإدانة؛ كما نشعر ببالغ الحزن ونشاطر عائلات وأقارب الضحايا مشاعرهم". وأضاف قائلا "بعد الأخبار المشجعة التي تلقيناها في الأشهر الماضية، يعود هذا الاعتداء ليوضح مجددا أن الإرهاب في العراق لم تتم هزيمته بصورة كاملة حتى الآن. وإننا سنستمر في الوقوف بعزم بجانب شركائنا العراقيين".[7]
- الكويت أدان أمير الكويت الشيخ صباح الأحمد الجابر الصباح، اليوم الإثنين، التفجير الانتحارى المزدوج الذي وقع وسط العاصمة العراقية بغداد وأسفر عن سقوط العشرات من الضحايا والمصابين، معربا عن خالص تعازيه وصادق مواساته لأهالى الضحايا وأكد الصباح، في برقيتي تعزية إلى الرئيس العراقى محمد فؤاد معصوم ورئيس مجلس الوزراء حيدر العبادي، حسبما ذكرت وكالة الأنباء الكويتية، موقف الكويت الرافض للإرهاب بكافة أشكاله وصوره، وتأييده لكل ما يتخذه البلد الشقيق من إجراءات لمواجهة هذه الأعمال الإجرامية للحفاظ على أمنه واستقراره.[8]
- الأردن أدان الناطق الرسمي باسم الحكومة محمد المومني تفجيرات بغداد معلنا وقوف الأردن إلى جانب العراق واستنكاره الأردن الشديد للتفجيرات الإرهابية.[9]